# Clusiodes coconino
Clusiodes coconino är en tvåvingeart som beskrevs av Caloren och Marshall 1998. Clusiodes coconino ingår i släktet Clusiodes och familjen träflugor. Inga underarter finns listade i Catalogue of Life.